# Stichaeus grigorjewi
Stichaeus grigorjewi är en fiskart som beskrevs av Herzenstein, 1890. Stichaeus grigorjewi ingår i släktet Stichaeus och familjen taggryggade fiskar. Inga underarter finns listade i Catalogue of Life.